# Forró-Encs vasútállomás
Forró-Encs vasútállomás egy Borsod-Abaúj-Zemplén vármegyei vasútállomás, Encs településen, a MÁV üzemeltetésében. Encs belvárosának keleti szélén helyezkedik el, a 39-es főút és a 3706-os út keresztezésétől nem messze délnyugati irányban, közúti elérését ez utóbbi út biztosítja.
Az állomás az Országos Kéktúra egyik pecsételő pontja.

## Vasútvonalak
Az állomást az alábbi vasútvonalak érintik:
- Felsőzsolca–Hidasnémeti-vasútvonal

## Kapcsolódó állomások
A vasútállomáshoz az alábbi állomások vannak a legközelebb:
- Ináncs megállóhely (Miskolc-Tiszai vasútállomás, Felsőzsolca–Hidasnémeti-vasútvonal)
- Méra megállóhely (Hidasnémeti vasútállomás, Felsőzsolca–Hidasnémeti-vasútvonal)

## Forgalom
| Járat                       | Útvonal | Gyakoriság |
| --------------------------- | --- | ---------- |
| személyvonat                | Miskolc-Tiszai – Felsőzsolca – Onga – Szikszó-Vásártér – Szikszó – Aszaló – Halmaj – Csobád – Ináncs – Forró-Encs – Méra – Novajidrány – Hernádszurdok – Hidasnémeti | 2 óránként |
| Hernád nemzetközi InterCity | Budapest-Keleti – Mezőkövesd – Miskolc-Tiszai – Szikszó-Vásártér – Halmaj – Ináncs – Forró-Encs – Novajidrány – Hidasnémeti – Košice (Kassa)                         | 2 óránként |